# Carl Woermann (Schiff, 1910)
Die zweite Carl Woermann der Woermann-Linie (WL) war bei ihrer Fertigstellung 1910 das größte Frachtschiff der Reederei.  Die Bauwerft Bremer Vulkan baute 1911 bis 1915 noch fünf gleichartige Frachtschiffe der Emir-Klasse für die Deutsche Ost-Afrika Linie  (DOAL).
Die Carl Woermann suchte 1914 Zuflucht in Rio de Janeiro, wo sie im Juni 1917 von der brasilianischen Regierung beschlagnahmt und in Atalaia umbenannt wurde.  Ab 1923 wurde sie vom Lloyd Brasileiro eingesetzt, in dessen Besitz sie 1927 überging.

1941 ging das Schiff auf einer Reise von Kapstadt nach Buenos Aires spurlos verloren.

## Geschichte des Schiffes
Ab 1907 bis zum Kriegsbeginn erhielt die Woermann-Linie sieben reine Frachtschiff-Neubauten für den Westafrikadienst.
Nur Aline Woermann und Lulu Bohlen (1910/11, 4500 BRT) von der Reiherstiegwerft kamen von einem der bisherigen Hauptlieferanten der Reederei, die anderen fünf Schiffe lieferte der Bremer Vulkan in Vegesack. Nach Arnold Amsinck und Max Brock (1907, 4500 BRT) als ersten Frachtschiff-Neubauten wurde 1910 die Carl Woermann mit 5715 BRT geliefert, der dann noch  Renata Amsinck und Elisabeth Brock (1912, 3700 BRT) folgten.
Die zweite Carl Woermann war 128,0 m lang, verfügte über eine Vierfach-Expansionsmaschine von 3000 PS, die dem Schiff eine Geschwindigkeit von 11,5 Knoten (kn) ermöglichte.  Die Unterbringung von 12 Passagieren war möglich. Das Schiff mit der BauNr. 535 lief am 8. Juni 1910 vom Stapel und wurde am 16. August 1910 an die Woermann-Linie abgeliefert:S. 62.
Carl Woermann (1813–1880) war der Name des Firmengründers des Handelshauses Woermann. Seinen Namen trug zuvor der zweite Dampfer der Woermann-Linie. Dieses 1881 auf der Reiherstiegwerft fertiggestellte Schiff von 1946 BRT war nach einigen Westindienfahrten ab 1882 nach Liberia und Kamerun im Einsatz gewesen und 1908 verschrottet worden.
Bis zum Krieg baute der Bremer Vulcan noch drei Schwesterschiffe der Carl Woermann für die mit Woermann eng verbundene Deutsche Ost-Afrika Linie mit Emir, Muansa und Rufidji (Emir-Klasse), die 1911 in Dienst kamen. Zwei weitere Schiffe dieses Typs stellte Werft in Bremen-Vegesack 1917 fertig, die nie unter deutscher Flagge zum Einsatz kamen.

### Einsatz unter deutscher Flagge
Im Herbst 1910 nahm die Carl Woermann ihren Dienst nach Westafrika auf. Sie blieb bis zum Ausbruch des Ersten Weltkriegs das größte Frachtschiff der Reederei und wurde nur von den beiden auf der Hauptlinie eingesetzten Reichspostdampfern der Linie und den beiden neuen Passagierschiffe für die Westafrikafahrt übertroffen.
Im August 1914 steuerte die Carl Woermann Rio de Janeiro als neutralen Hafen an. Insgesamt 44 deutsche Schiffe suchten 1914 in Brasilien Zuflucht. In Rio lagen mindestens neun deutsche Schiffe, darunter mit dem Reichspostdampfer Gertrud Woermann und dem Frachtschiff Arnold Amsinck zwei weitere Schiffe der WL. In Recife hatte die Henny Woermann als viertes Woermann-Schiff in Brasilien aus Monrovia kommend Schutz gefunden. Auf Druck der Entente besetzte Brasilien am 2. Juni 1917 die deutschen Schiffe in seinen Häfen. Allerdings konnte das Land diese Flotte nicht sofort in Fahrt bringen, zumal die Wartung in den Jahren des Aufliegens nicht ausreichend möglich war. Zudem hatten die deutschen Besatzungen in Erwartung einer Beschlagnahme zum Teil die Maschinen unbrauchbar gemacht.

### Unter Brasilianischer Flagge
Die brasilianische Regierung gab den deutschen Schiffen neue Namen, so dass aus der Carl Woermann nun die brasilianische Atalaia wurde. Das brasilianische Parlament genehmigte im Dezember 1917 die Vercharterung von 30 der beschlagnahmten Schiffe an Frankreich. Die Atalaia kam so auch in französische Dienste, aber wohl erst nach dem Kriegsende.  Im Mai 1920 kam es zu einem Streit zwischen Brasilien und Frankreich, das sich weigerte 28 ehemals deutsche Schiffe nach Auslaufen des Chartervertrages zurückzugeben. 1923 war das Schiff wieder in Brasilien und wurde von dem fast staatlichen Lloyd Brasileiro bereedert. Es gehörte zu den Schiffen, die die Reederei anschließend auch erwarb, so dass es 1927 in das Eigentum der sich privatisierenden Reederei kam.
Haupteinsatzgebiet des Schiffes unter brasilianischer Flagge war der Verkehr mit Südafrika und Mosambik. Am 13. Februar 1941 verließ das Schiff Brasilien auf seiner 13. und letzten Reise. Beginnend in Rio Grande lief das Schiff verschiedene brasilianische Häfen an, um dann nach Kapstadt, Durban und Lourenco Marques zu laufen. Auf dem Rückweg wurde wieder Kapstadt angelaufen, das die Atalaia am 10. Mai  mit 66 Personen an Bord verließ. Am 21. Mai wurden noch zwei Funksprüche des Schiffes abgegeben auf der Höhe von Tristan da Cunha abgehört, die darauf deuten, dass das in einen Zyklon geratenen Schiff sein Ruder verloren hatte.
Vom Schiff und seinen Insassen wurde nie eine Spur gefunden.

### Schwesterschiffe bei der DOAL
| Name    | BauNr.  | BRT  | Stapellauf in Dienst  | weiteres Schicksal |
| ------- | ------- | ---- | --------------------- | --- |
| Emir    | Nr. 542 | 5532 | 28.01.1911 4.03.1911  | 1914 durch die Sloop HMS Cormorant nahe Gibraltar aufgebracht, als Polladern auf Seiten der Entente eingesetzt, 1921 umbenannt in Sunheath, 1927 Ankauf durch den NDL, als Ilmar auch im Afrika-Dienst, 1935 an Woermann-Linie, 1939/40 Umbau zum ersten deutschen Vollfroster-Fabrikschiff Hamburg, am 3. März 1941 von britische Zerstörern bei einem Angriff gegen die deutsche Fischversorgung im Vågsfjord versenkt.:S. 68 f. |
| Muansa  | Nr. 549 | 5408 | 30.06.1911 10.08.1911 | 1914 in Buenos Aires Zuflucht gesucht, August 1920 aus Südamerika nach hamburg zur Instandsetzung geschleppt, von DOAL nach formaler Auslieferung zurückgekauft, ab März 1940 Truppentransporter, am 1. Januar 1943 vor Hammerfest durch das sowjetische U-Boot L 20 versenkt. |
| Rufidji | Nr. 553 | 5442 | 29.09.1911 9.11.1911  | 1914 zwischen Kapstadt und Simonstown durch britisches Torpedoboot gekapert, als Huntscliff auf Seiten der Entente eingesetzt, am 16. Oktober 1918 im Nordatlantik auf dem Weg von Kanada nach Frankreich in einem Sturm leck geschlagen und gesunken. |